# Perischoechinoidea
A Perischoechinoidea alosztály a tengerisünök (Echinoidea) osztályán belül. Legtöbb faja a mezozoikumban kihalt, amikor megjelent és gyakorivá vált az Euechinoidea. Ma 1 ismert rendje él, ez a Cidaroida.

## Rendszerezés
A csoport valószínűleg parafiletikus, melyet csak a később megjelent jellemzők hiánya egyesít, vagyis nem klád.
- Cidaroida rend
  - Cidaridae család
    - Aporocidaria nem
    - Cidaris nem
    - Eucidaris nem
    - Genocidaris nem
    - Lissocidaris nem
    - Stereocidaris nem
    - Stylocidaris nem
    - Tretocidaris nem

  - Psychocidaridae család

A WoRMS nem ismeri el taxonként, mivel parafiletikusnak tekinti, helyette a Cidaroidea alosztályt használja, mely kizárólag a Cidaroida rendből áll.